# Volksbank Alb
Die Volksbank Alb eG ist eine Genossenschaftsbank mit Sitz in Langenau. Die Bank ist im Jahr 2022 aus der Fusion der Volksbank Laichinger Alb eG mit der Volksbank-Raiffeisenbank Deggingen eG und der VR-Bank Langenau-Ulmer Alb eG hervorgegangen.

## Geschäftsgebiet
Die Volksbank Alb eG hat ihr Geschäftsgebiet in der Region nördlicher Alb-Donau-Kreis und im Oberen Filstal.

## Geschichte
Die Volksbank Alb eG entstand aus der Fusion der Volksbank Laichinger Alb eG mit der Volksbank-Raiffeisenbank Deggingen eG und der VR-Bank Langenau-Ulmer Alb eG im Jahr 2022. Die Volksbank Laichinger Alb eG geht auf das Jahr 1871 zurück. 1869 wurde die Volksbank-Raiffeisenbank Deggingen eG gegründet. Das Gründungsjahr der VR-Bank Langenau-Ulmer Alb ist 1881.